# Фрюгауф, Петер
Петер Фрюгауф (словац. Peter Frühauf; 15 августа 1982, Прешов, Чехословакия) — словацкий хоккеист, защитник.

## Карьера
Воспитанник хоккейной школы ХК «Прешов». Выступал за ХК «Прешов», «Топека Скеркрауз» (ХЛСШ), ХК «Кошице», ХК «Требишов», МсХК «Жилина», ХКм «Гуменне», «Тршинец», ХКм «Зволен», ХК 05 Банска Бистрица» и «Слован» (Братислава).
В составе национальной сборной Словакии провел 20 матчей; участник чемпионата мира 2010. В составе молодежной сборной Словакии участник чемпионата мира 2002. В составе юниорской сборной Словакии участник чемпионата мира 2000.